# Ręka śmierci
Ręka śmierci (chiń. upr. 少林门; chiń. trad. 少林門; pinyin shǎolínmén) – hongkoński film akcji z elementami sztuk walki z 1976 roku w reżyserii Johna Woo.
Film przedstawia historię zemsty jaką musi wymierzyć 4 uczniów klasztoru Shaolin Manchu, mordercy ich mistrza. Czterech mistrzów wschodnich sztuk walk jednoczy swoje siły i walczy z przeciwnikami.
Film zarobił 797 921 dolarów hongkońskich w Hongkongu.

## Obsada
Źródło: Filmweb

- Jackie Chan – Tan Feng
- Sammo Hung – oficer Tu Ching
- James Tien – Shih Shao-Feng
- John Woo – mistrz Cheng
- Yuen Biao – strażnik
- Yuen Wah – ochroniarz
- Tao-liang Tan – Yun Fei
- Wei Yang – wędrowiec
- Lingfeng Shangguan – Autumn Moon
- Carter Wong – Kien